# Caileli
Caileli (Caelili) ist eine osttimoresische Aldeia im Suco Darulete (Verwaltungsamt Liquiçá, Gemeinde Liquiçá). 2015 lebten in der Aldeia 856 Menschen.

## Geographie
Caileli liegt im Nordwesten des Sucos Darulete. Südlich liegt die Aldeia Manupatia und südöstlich die Aldeia Lebu-Ae. Im Südwesten grenzt Caileli an den Suco Dato und im Nordosten an den Suco Luculai. An der Nordspitze von Caileli fließt der Caray in den Gaulara. Sie sind Quellflüsse des Gularkoo.
Der Ort Caileli befindet sich auf dem Gipfel des Foho Caileli (1137 m), im Zentrum des schmalen Streifens, den die Aldeia bildet. Eine Straße führt hier quer durch die Aldeia.

## Politik
2023 wurde Joanico Castro Marcal zum Chefe de Aldeia gewählt.